# Carlos Alberto Batres
Carlos Alberto Batres Gonzalez (Cidade da Guatemala, 2 de abril de 1968) é um árbitro guatemalteco de futebol.
Árbitro FIFA desde 1 de janeiro de 1996, sua primeira partida internacional foi Panamá vs Canadá em 27 de outubro de 1996. Participou dos Jogos Olímpicos de Verão de 2004, Copa das Confederações, Eliminatórias da Copa do Mundo FIFA de 1998 a 2010.
Arbitrou a final da Copa do Mundo de Clubes da FIFA de 2006 entre Internacional e Barcelona, e também as finais da Copa Ouro da CONCACAF de 2002, 2005 e 2007.

## Copa do Mundo
Participou da Copa do Mundo FIFA 2002 arbitrando dois jogos: Dinamarca 1x1 Senegal na primeira fase e Alemanha 1x0 Paraguai nas oitavas de final.
Selecionado para participar da Copa do Mundo FIFA 2010, juntamente com os assistentes Leonel Leal da Costa Rica e Carlos Pastrana de Honduras.